# Aivakjaure
Aivakjaure är en sjö i Sorsele kommun i Lappland och ingår i Umeälvens huvudavrinningsområde. Sjön har en area på 1,95 kvadratkilometer och ligger 773,1 meter över havet. Aivakjaure ligger i Vindelfjällen Natura 2000-område. Sjön avvattnas av vattendraget Äivisjukke.

## Delavrinningsområde
Aivakjaure ingår i det delavrinningsområde (730611-151339) som SMHI kallar för Utloppet av Aivakjaure. Medelhöjden är 845 meter över havet och ytan är 11,23 kvadratkilometer. Räknas de 6 avrinningsområdena uppströms in blir den ackumulerade arean 59,18 kvadratkilometer. Äivisjukke som avvattnar avrinningsområdet har biflödesordning 3, vilket innebär att vattnet flödar genom totalt 3 vattendrag innan det når havet efter 367 kilometer. Avrinningsområdet består mestadels av kalfjäll (73 procent). Avrinningsområdet har 1,99 kvadratkilometer vattenytor vilket ger det en sjöprocent på 27,2 procent.